# سانتا لوچیا دی سرینو
سانتا لوچیا دی سرینو (به ایتالیایی: Santa Lucia di Serino) یک کومونه در ایتالیا است که در استان آولینو واقع شده‌است. سانتا لوچیا دی سرینو ۳ کیلومتر مربع مساحت و ۱٬۴۶۰ نفر جمعیت دارد و ۴۰۰ متر بالاتر از سطح دریا واقع شده‌است.